# 拉尔济库尔
拉尔济库尔（法語：Larzicourt，法語發音：[laʁzikuʁ]）是法国马恩省的一个市镇，位于该省东南部，属于维特里勒弗朗索瓦区。

## 地理
拉尔济库尔（48°38'9"N, 4°42'44"E）面积16.86 平方千米，位于法国大東部大區马恩省，该省份为法国东北部内陆省份，北起阿登省，西北接埃纳省，西南接塞纳-马恩省，南至奥布省，东南接上马恩省，东临默兹省。
与拉尔济库尔接壤的市镇（或旧市镇、城区）包括：佩尔特、阿里尼、埃科勒蒙、日福蒙-尚波贝尔、滨湖圣玛丽-尼斯芒、欧特维尔、马恩河畔伊勒、奥尔孔特。

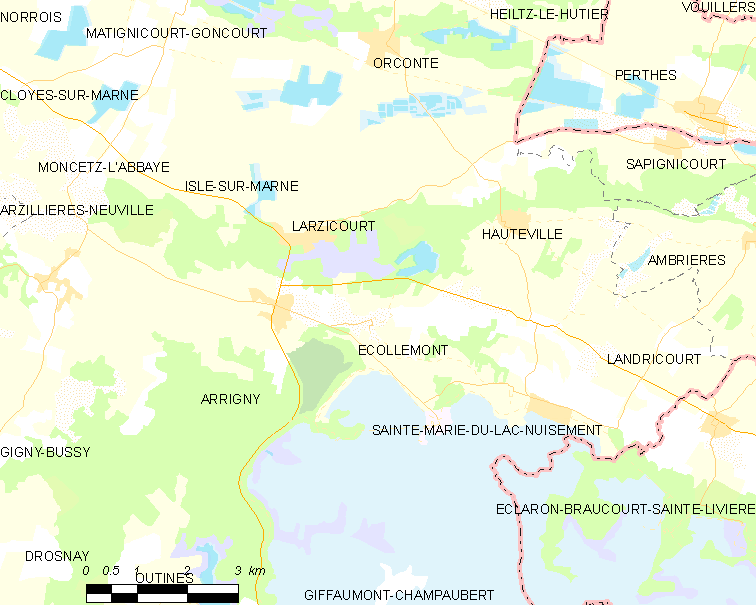
拉尔济库尔的OSM定位图

拉尔济库尔的时区为UTC+01:00、UTC+02:00（夏令时）。

## 行政
拉尔济库尔的邮政编码为51290，INSEE市镇编码为51316。

## 政治
拉尔济库尔所属的省级选区为塞迈兹莱班县。

## 人口

1962-2008年间拉尔济库尔人口变化图示

拉尔济库尔于2022年1月1日时的人口数量为270人。